# MythTV
MythTV는 리눅스에서 텔레비전을 시청·녹화할 수 있는 소프트웨어이다.

## 개요
리눅스 상에서 개발된, TV시청과 녹화등을 행하는 서버와 클라이언트로부터 되는 멀티미디어 시스템이다.
서버로서는 FreeBSD에의 이식도 행해지고 있어 클라이언트로서는 리눅스, FreeBSD 이외에 윈도나 맥OSX 용도 있다. 소프트웨어 인코더나 MPEG2, MPEG4 하드웨어 인코더인 튜너 카드를 이용할 수 있지만, 리눅스로 이용할 수 있는 튜너 장치는 제한된다.
그 외, DVD-Video, Video-CD, 음악 CD를 재생할 수 있다.
클라이언트로 조작하는 것 외에, 웹 인터페이스로부터의 설정이나 녹화 파일 다운로드가 가능하다. 적절히 설정하면, 인터넷으로 웹 인터페이스를 이용하는 것도 가능하다.
녹화 시간이 되면 리눅스를 기동해, 녹화를 개시할 수 있는 기능을 탑재하고 있다.

## 작동 환경
펜티엄 III/500 MHz 정도의 PC로 이용 가능하다. 시스템 자체는 256MB의 메모리와 20GB의 HDD에서도 가동하지만, 그 이용 목적으로부터 HDD의 용량으로서는 수백 GB 정도 있는 것이 바람직하다.

## 이용 가능한 튜너 장치
주로 사용되는 것은 ivtv 드라이버에 의해서 움직이는 cx23416를 탑재한 MPEG2 하드웨어 인코더 카드이다. 다만, 설계의 차이에 의해 동작하지 않는 카드도 많다. 또 탑재된 튜너의 올바른 드라이버가 설치되지 않았다면 동작하지 않을 수 있다.
MPEG4 하드웨어 인코더 제품으로서는, go7007 드라이버로 동작하게 하여 이용할 수 있다.
이 외 bttv로 동작하는 Bt878등을 탑재한 카드 등도, 아날로그 V4L 튜너 카드로 해서 이용할 수 있다.

## 같이 보기
- 홈 시어터 PC
- 우분투 TV